# Kobas
Kobas fou una marca catalana de motocicletes de velocitat, fabricades a Barcelona entre 1981 i 1984 per l'empresa Tecom, S.A. com a continuació de Siroko, després que l'enginyer Antonio Cobas abandonà aquella societat el 1981.
Les Kobas, o Kobas-Rotax (conegudes així per anar equipades amb motors austríacs Rotax), obtingueren bons resultats en el Campionat del Món de Motociclisme de velocitat amb pilots com ara Sito Pons o Carles Cardús, arribant a guanyar el Campionat d'Europa de 250cc de 1983 amb aquest darrer pilot. Cobas, però, ja havia abandonat l'empresa el 1982.